# BuEV Danzig
Ballspiel- und Eislauf-Verein Danzig e.V. – niemiecki klub piłkarski z siedzibą w Gdańsku (niem. Danzig). Istniał w latach 1903–1945.

## Historia
Klub został założony w 1903 roku jako Fußball Club Danzig, a w 1905 roku, po utworzeniu sekcji łyżwiarskiej, zmienił nazwę Ballspiel- und Eislauf-Verein Danzig. W latach 1916–1930 występował jako Verein für Leibesübungen Danzig, a następnie powrócił do nazwy BuEV. 
W latach 1907–1914 oraz 1932–1933 uczestniczył w rozgrywkach regionalnej ligi Baltenverband. Pięć razy wystąpił w jej finale (1908, 1909, 1910, 1912, 1913), jednak tylko raz został jego zwycięzcą (1912). W następstwie tego zakwalifikował się do mistrzostw Niemiec, z których odpadł jednak w ćwierćfinale, po porażce 0:7 z Viktorią Berlin.
W 1933 roku klub wszedł w skład nowo utworzonej Gauligi (grupa Ostpreußen), będącej wówczas najwyższą ligą i spędził w niej 7 sezonów. W sezonie 1937/1938 zwyciężył w rozgrywkach grupy Danzig i uczestniczył w finale Gauligi Ostpreußen, jednak został w nim pokonany przez MSV Yorck-Boyen Insterburg. Od sezonu 1940/1941 występował w nowo utworzonej Gaulidze Danzig-Westpreußen. W 1945 roku w wyniku przyłączenia Gdańska do Polski, klub został rozwiązany.

## Występy w Gaulidze
| Liga                                    | Sezon     | Pozycja     |
| --------------------------------------- | --------- | ----------- |
| Gauliga Ostpreußen Gruppe I             | 1933/1934 | 5.          |
| Gauliga Ostpreußen Gruppe I             | 1934/1935 | 4.          |
| Gauliga Ostpreußen Bezirksklasse Danzig | 1935/1936 | 2.          |
| Gauliga Ostpreußen Bezirksklasse Danzig | 1936/1937 | 3.          |
| Gauliga Ostpreußen Bezirksklasse Danzig | 1937/1938 | 1.          |
| Gauliga Ostpreußen                      | 1938/1939 | 3.          |
| Gauliga Ostpreußen                      | 1939/1940 | 3.          |
| Gauliga Danzig-Westpreußen              | 1940/1941 | 5.          |
| Gauliga Danzig-Westpreußen              | 1941/1942 | 3.          |
| Gauliga Danzig-Westpreußen              | 1942/1943 | 6.          |
| Gauliga Danzig-Westpreußen              | 1943/1944 | 4.          |
| Gauliga Danzig-Westpreußen              | 1944/1945 | brak danych |